# Parco nazionale De Groote Peel
Il parco nazionale De Groote Peel (in olandese: Nationaal Park De Groote Peel) è un parco nazionale situato tra Brabante Settentrionale e Limburgo, nei Paesi Bassi.